# Teletigre
Teletigre (oficialmente como TV-9 Telebogotá) fue un canal de televisión colombiano que transmitió entre el 14 de enero de 1966 y el 2 de enero de 1971. Fue el primer intento de televisión privada en Colombia, con cobertura local.

## Historia
Su propietaria fue Consuelo Salgar de Montejo a través de la empresa Producciones Técnicas Ltda., que venció en una licitación a Caracol Televisión, RTI Televisión y Producciones PUNCH. El nombre «Teletigre» fue dado popularmente debido a su logo de un tigre. En su primera emisión participaron Lyda Zamora, Berenice Chaves y Jaime Llano González.
La estación transmitía para Bogotá por el canal 9 de la banda VHF de esa ciudad y se podía captar en el resto de Cundinamarca, en Tolima y en parte de Huila. Transmitía todos los días de 5:30 p. m. a 10:30 p. m. y contaba con modernos equipos de videotape para la época, consistentes en 3 grabadoras Ampex, una compaginadora electrónica Editec y un mezclador y generador de efectos especiales Riker. Además, Teletigre se asoció con la cadena televisiva estadounidense ABC (la cual adquirió el 49% de las acciones de la estación).
El canal poseía su propio informativo, denominado Noticiero Telebogotá y que se emitía de lunes a viernes, sumando una edición dominical a partir del 18 de junio de 1967; los servicios informativos de Teletigre también cubrieron las elecciones legislativas del 17 de marzo de 1968 mediante una transmisión continua. La estación fue el primer canal de televisión colombiano en emitir durante los días de Navidad y Año Nuevo (25 de diciembre y 1 de enero), y también tuvo programas propios como Puntos de vista, presentado por Marta Traba y que fue censurado por el gobierno colombiano argumentando que “alentaba a la subversión”.
Por su férrea oposición al Frente Nacional, coalición entre el Partido Liberal y el Partido Conservador para alternarse el poder, y sumado a problemas económicos —producto de deudas y restricciones impuestas a su programación—, la concesión fue caducada en 1970 —luego de una licitación iniciada el 5 de marzo y adjudicada en mayo del mismo año, en la que no resultó favorecida Producciones Técnicas Ltda.— y dejó de transmitir el 2 de enero de 1971.
El 16 de enero de 1971 fue reemplazado por Tele 9 Corazón. Su programación pasó a ser gestionada por las llamadas programadoras, empresas privadas que producían contenidos para las emisoras de televisión pública del país. Con el paso de los años, Tele 9 Corazón expandió su cobertura a nivel nacional por medio de las estaciones repetidoras.